# Economia della salvezza
Il termine economia - etimologicamente: amministrazione prevalentemente domestica, o di governo - nel Nuovo Testamento, indica il piano o l'ordine della salvezza, la disposizione di risparmio. In questo senso è usato in Ef 1,10: è il piano di salvezza che Dio ha stabilito secondo il suo beneplacito "portare la storia alla sua pienezza" (cfr Ef 3,9). Una nozione, troppo biblica, simile al concetto di "economia della salvezza" è il "mistero".
Questo stesso concetto è presente anche nei Padri della Chiesa, che con il termine "economia" indicano tutte le disposizioni divine, determinate nell'eternità e nel tempo fatto in vista della salvezza dell'uomo. Il termine "economia della salvezza" alla base della particolare concezione del Nuovo Testamento, inteso come un movimento che si estende dalla promessa di compimento, di un adempimento già iniziato la sua manifestazione finale.
I testi del Concilio Vaticano II utilizzano frequentemente e in vari modi questa espressione. Ad esempio, la Costituzione dogmatica Dei Verbum ricorda che "questa economia della Rivelazione avviene con eventi e parole intrinsecamente collegati, in modo che le opere compiute da Dio nella storia della salvezza, manifestano e rafforzano la dottrina e la realtà significata da parole e parole, da parte loro, proclamano le opere e chiariscono il mistero in esse contenuto "(n. 2).